# Петър Глушков
Петър Йорданов Глушков е български революционер, деец на Вътрешната македоно-одринска революционна организация и виден печатар.

## Биография
Петър Глушков е роден на 10 юли 1873 година във Велес, Османската империя, днес Северна Македония. В 1892 година завършва с четвъртия випуск педагогическите курсове на Солунската българска мъжка гимназия. Още като младеж влиза във ВМОРО и е близък на Гоце Делчев. Преподава две години във Велес. Емигрира в Кралство Румъния и става председател на македонското дружество „Съгласие“ в Кюстенджа, където е главен учител и помощник-статистик към общинското управление.
През 1896 година Петър Глушков е жител на Варна, където получава отказ да бъде назначен като учител, след като самият той отказва да се включи в редакцията и издаването на местен орган на Народната партия.
От 25 май 1896 година до февруари 1898 година е отговорен редактор на вестник „Странджа“, орган на едноименното дружество на одринската емиграция „Странджа“.
В 1902 година започва да се занимава с печатарство и открива печатница във Варна, а по-късно в София. Печата различни вестници и издания, свързани с Македонския въпрос.
В 1912 година купува вестник „Реч“.
В 1914 година купува от Ставре Наумов вестник „Вечерна поща“, но скоро той фалира поради конкуренцията на вестник „Дневник“.
Пръв председател е на Българския графически съюз и пръв редактор на органа му „Графически вестник“ (1912 – 1931).
През октомври 1920 година на Втория велик събор е избран за член на Изпълнителния комитет на Съюза на македонските братства заедно с д-р Иван Каранджулов, Никола Стоянов, Христо Станишев, Наум Томалевски, д-р Божирад Татарчев, Никола Дишков, Яков Янков, Славейко Матов и Христо Попов.
Умира през 1960 година в град София.